# Gornal (Rusia)
Gornal (en ruso: Горналь) es un pueblo ruso perteneciente al óblast de Kursk. Situado en el suroeste del país, forma parte del raión de Sudzha.

## Geografía
Gornal está situado a orillas del río Psel, 15 km al sur de Sudzha y 102 km al suroeste de Kursk. Está la frontera entre Rusia y Ucrania, y forma parte de la región histórica de Ucrania Libre.

## Historia
El 6 de agosto de 2024, el pueblo fue escenario de una incursión en la óblast de Kursk de las Fuerzas Armadas de Ucrania en el transcurso de la guerra ruso-ucraniana. El 15 de agosto, el gobierno ucraniano anunció la formación de una administración militar para brindar ayuda humanitaria a los civiles y mantener la ley y el orden, donde se integró a Gornal. Para el 10 de abril de 2025, el ejército ruso había recuperado el control de la localidad.

## Demografía
La evolución demográfica de Gornal entre 2002 y 2021 fue la siguiente:
| 391                            | 206 | 100 |
| (Fuente: Population of Russia) |     |     |

## Infraestructura

### Arquitectura, monumentos y lugares de interés
En el pueblo está el monasterio de Gornal, construido en 1672.